# Acropora serrata
Acropora serrata is een rifkoralensoort uit de familie van de Acroporidae. De wetenschappelijke naam van de soort werd voor het eerst geldig gepubliceerd door Jean-Baptiste de Lamarck.